# Maria Todorova
Maria Nikolaewa Todorowa (bulgarisch Мария Николаева Тодорова), bekannt als Maria Todorova, (geboren am 5. Januar 1949 in Sofia, Volksrepublik Bulgarien) ist eine bulgarische Historikerin, Balkanologin und Orientalistin. Sie ist die Tochter des Historikers und Politikers Nikolaj Todorow, der Präsident der bulgarischen Nationalversammlung und 1990 kommissarischer Präsident Bulgariens war. Sie ist seit 2001 Professorin der John Simon Guggenheim Memorial Foundation für deutsche und osteuropäische Geschichte an der University of Illinois sowie seit 2008 Gastdozentin am Europäischen Hochschulinstitut (EUI). Davor war Todorova zwischen 1996 und 2001 Professorin an der University of Florida sowie Gastdozentin an mehreren US-amerikanischen und europäischen Universitäten, darunter an der Harvard University, an der Boğaziçi Üniversitesi und an der Universität Graz. Sie ist Doctor honoris causa der EUI (2006) und der Universität Sofia (2004). Zwischen 2006 und 2009 war sie zusammen mit Stefan Troebst leitende Professorin des Projektes Remembering communism: Methodological and Practical Issues of Approaching the Recent Past in Eastern Europe der VolkswagenStiftung am Willy-Brandt-Zentrum für Deutschland- und Europastudien der Universität Wrocław und am Collège d’Europe in Warschau-Natolin.
Ihre Forschungen gelten der Geschichte Ost-, und Südosteuropas, des Osmanischen Reiches und der Geschichte des Nationalismus. Sie ist Gutachterin für mehrere Zeitschriften und Teil dessen Redaktionsbeirats, darunter Slavic Review, The American Historical Review, East European Politics and Societies, Journal of Modern History, Nations and Nationalism, Public Culture, Journal for Modern Greek Studies, Aspasia, Südosteuropa-Zeitschrift, Journal of Interdisciplinary History, German Studies, Journal for SEE, Bulgarian Historical Review, Etudes balkaniques, Istoričeski Pregled, Turkish Review.
Die von Todorova im Buch Imagining the Balkans veröffentlichten Thesen über die Konstruktion des „Balkan“-Begriffs durch den Westen prägen die südosteuropäische Geschichtswissenschaft bis heute. Sie trug dabei ein umfangreiches und weit gestreutes Material über die Konstruktion der zahlreichen, meist pejorativen Balkan-Bilder zusammen und vertrat im Anschluss an Edward Said und Larry Wolff die These, erst der aufgeklärte „Westen“ habe den Balkan zu Beginn des 19. Jahrhunderts als barbarisches Gegenstück zu sich selbst „erfunden“ und damit auch das Selbstbild der Region mitgeprägt. Ende der 1990er Jahre entwickelte sich in diesem Zusammenhang und im Kontext der Neudefinition von area studies eine längere Debatte zwischen ihr und dem deutschen Südosteuropa-Forscher Holm Sundhaussen über den Balkan als historischen Raum. Todorova gehört zu den am meisten rezipierten Südosteuropa-Historikern. 2022 wurde Todorova in die American Academy of Arts and Sciences gewählt.

## Schriften (Auswahl)
- Ausgewählte Quellen zur Geschichte der Balkanvölker, 15.–19. Jhr. (aus dem Bulg.: Подбрани извори за историята на балканските народи XV-XIX век), Verlag Наука и изкуство, Sofia, 1977.
- England, Russland und der Tanzimat (aus dem Bulg.: Англия, Русия и танзиматът), Verlag Наука и изкуство, Sofia, 1980.
- Aspects of the Eastern Question, Sofia University & CIBAL, Sofia, 1986.
- Imagining the Balkans, Oxford University Press, New York, 1997.
  - Die Erfindung des Balkans: Europas bequemes Vorurteil. Primus Verlag, Darmstadt 1999, ISBN 3-89678-209-6 (deutsche Übersetzung von Uli Twelker).
  - Imaginarni Balkan, Verlag Bibliotheca XX veka, Belgrad, 1999 (serbische Übersetzung).
  - Балкани. Балканизъм, Verlag Stiftung Българска наука и култура, Sofia, 1999, ISBN 954-90134-9-9 (bulgarische Übersetzung).
  - Immaginando i Balcani, Verlag Argo Editrice, Trieste, 2002 (italienische Übersetzung).
- Imagining the Balkans (zweite überarbeitete Ausgabe), Oxford University Press, New York, 2009, ISBN 978-9989-851-31-5.
  - Балкани. Балканизъм, Universitätsverlag der Universität Sofia, Sofia, 2004, ISBN 954-90134-9-9 (bulgarische Übersetzung).
  - Imaginaire des Balkans, Verlag Editions EHESS, Paris, 2011 (französische Übersetzung).
  - Imaginarni Balkan, Zagreb, 2015 (kroatische Übersetzung).
- Balkan Identities: Nation and Memory. University Press, Hurst, London & New York 2004.
- Balkan Family Structure and the European Pattern: Demographic Developments in Ottoman Bulgaria, Budapest: Central European University Press, 2006.
- Postcommunist Nostalgia, Maria Todorova and Zsuzsa Gille (Hrsg.) Berghahn Books, 2010.
- Remembering Communism: Genres of Representation. Social Science Research Council, 2010.
- Bones of Contention: the Living Archive of Vasil Levski and the Making of Bulgaria’s National Hero, Budapest: Central European University Press, 1. Ausgabe 2009, 2. Ausgabe 2011.
  - Живият архив на Васил Левски и създаването на един национален герой, Verlag Парадигма, Sofia, 2009, ISBN 978-954-326-094-2 (bulgarische Übersetzung).
- Remembering Communism: Private and Public Recollections of Lived Experience in Southeast Europe (mit Augusta Dimou und Stefan Troebst), Budapest, New York: Central European University Press, 2014.
- Scaling the Balkans. Essays on Eastern European Entanglements, Balkan Studies Library Band 24, 2018, ISBN 978-90-04-35889-8.